# Функција расподеле простих бројева
У математици, функција расподеле простих бројева је функција расподеле броја простих бројева мањих или једнаких некој стварном броју x. Означава се {\displaystyle \scriptstyle \pi (x)} (неповезани са бројем π).

## Историја
Од великог интересовања у теорији бројева је стопа раста функције расподеле простих бројева. То су претпоставили крајем 18. века Гаус и Лежандр да буде приближно
{\displaystyle x/\operatorname {ln} (x)\!}
у смислу да
{\displaystyle \lim _{x\rightarrow \infty }{\frac {\pi (x)}{x/\operatorname {ln} (x)}}=1.\!}
Овај израз је теорема простих бројева. Еквивалентни израз је
{\displaystyle \lim _{x\rightarrow \infty }\pi (x)/\operatorname {li} (x)=1\!}
где јеli је логаритамска интегрална функција. Теорему простих бројева је први пут доказао 1896. године Жак Адамард и Чарлс де ла Вале Пусон самостално, користећи својства Риманове зета функције коју је увео Риман 1859. године.
Прецизније процене {\displaystyle \pi (x)\!} које су сада познате; на пример
{\displaystyle \pi (x)=\operatorname {li} (x)+O{\bigl (}xe^{-{\sqrt {\ln x}}/15}{\bigr )}\!}
где је О је бележење за велико О. За већину вредности {\displaystyle x} ми смо заинтересовани за (то јест, када {\displaystyle x} није неразумно велики) {\displaystyle \operatorname {li} (x)\!} је већи од {\displaystyle \pi (x)\!}, али бескрајно често је супротно. За расправу о томе, погледај Скјуесов број.
Докази о теореми простих бројева не користе зета функцију или сложене анализе које су пронађени око 1948. године Атл Селберг и Пол Ердош(у највећој мери независно).

## Табеле π(x),x/ lnx, и li(x)
Табела приказује како су три функције π(x), x / ln x и li(x) упоређујуће на степен 10. Види још,иd
| x    | π(x)                              | π(x) − x / ln x                | li(x) − π(x)    | x / π(x) |
| ---- | --------------------------------- | ------------------------------ | --------------- | -------- |
| 10   | 4                                 | −0.3                           | 2.2             | 2.500    |
| 102  | 25                                | 3.3                            | 5.1             | 4.000    |
| 103  | 168                               | 23                             | 10              | 5.952    |
| 104  | 1,229                             | 143                            | 17              | 8.137    |
| 105  | 9,592                             | 906                            | 38              | 10.425   |
| 106  | 78,498                            | 6,116                          | 130             | 12.740   |
| 107  | 664,579                           | 44,158                         | 339             | 15.047   |
| 108  | 5,761,455                         | 332,774                        | 754             | 17.357   |
| 109  | 50,847,534                        | 2,592,592                      | 1,701           | 19.667   |
| 10   | 455,052,511                       | 20,758,029                     | 3,104           | 21.975   |
| 1011 | 4,118,054,813                     | 169,923,159                    | 11,588          | 24.283   |
| 1012 | 37,607,912,018                    | 1,416,705,193                  | 38,263          | 26.590   |
| 1013 | 346,065,536,839                   | 11,992,858,452                 | 108,971         | 28.896   |
| 1014 | 3,204,941,750,802                 | 102,838,308,636                | 314,890         | 31.202   |
| 1015 | 29,844,570,422,669                | 891,604,962,452                | 1,052,619       | 33.507   |
| 1016 | 279,238,341,033,925               | 7,804,289,844,393              | 3,214,632       | 35.812   |
| 1017 | 2,623,557,157,654,233             | 68,883,734,693,281             | 7,956,589       | 38.116   |
| 1018 | 24,739,954,287,740,860            | 612,483,070,893,536            | 21,949,555      | 40.420   |
| 1019 | 234,057,667,276,344,607           | 5,481,624,169,369,960          | 99,877,775      | 42.725   |
| 1020 | 2,220,819,602,560,918,840         | 49,347,193,044,659,701         | 222,744,644     | 45.028   |
| 1021 | 21,127,269,486,018,731,928        | 446,579,871,578,168,707        | 597,394,254     | 47.332   |
| 1022 | 201,467,286,689,315,906,290       | 4,060,704,006,019,620,994      | 1,932,355,208   | 49.636   |
| 1023 | 1,925,320,391,606,803,968,923     | 37,083,513,766,578,631,309     | 7,250,186,216   | 51.939   |
| 1024 | 18,435,599,767,349,200,867,866    | 339,996,354,713,708,049,069    | 17,146,907,278  | 54.243   |
| 1025 | 176,846,309,399,143,769,411,680   | 3,128,516,637,843,038,351,228  | 55,160,980,939  | 56.546   |
| 1026 | 1,699,246,750,872,437,141,327,603 | 28,883,358,936,853,188,823,261 | 155,891,678,121 | 58.850   |
У онлајн енциклопедији целих секвенци, π(x)Колона је секвенца А006880 π(x) - x / ln x је секвенц  A057835, и li(x) − π(x) је секвенца  A057752.
Вредност за π(1024)су првобитно израчунава Ј. Ботх, Ј. Франке, А. Џост, и Т. Клејњунг под претпоставком Риманове хипотезе.
Касније је проверио безусловним израчунавањем Д. Ј. Плат.
За вредност π(1025)је због Ј. Ботх, Ј. Франке, А. Џост, и Т. Клеињунг. За вредност π(1026)израчунао је Д. Б. Стапл. Сви остали уписи у овој табели су верификовани као делови тог посла.

## Алгоритми за вредновање π(x)
Једноставан начин да се пронађе {\displaystyle \pi (x)}, ако {\displaystyle x} није превелико, је да се користи Ератостеново сито и произведу прости бројеви мањи или једнаки{\displaystyle x}а затим их пребројати.
Подробнији начин проналажења{\displaystyle \pi (x)} је због Лежандреја: дато {\displaystyle x}, ако {\displaystyle p_{1},p_{2},\ldots ,p_{n}} су различити прости бројеви, онда је број целих бројева мањи или једнак {\displaystyle x}који су недељиви са {\displaystyle p_{i}} је
{\displaystyle \lfloor x\rfloor -\sum _{i}\left\lfloor {\frac {x}{p_{i}}}\right\rfloor +\sum _{i<j}\left\lfloor {\frac {x}{p_{i}p_{j}}}\right\rfloor -\sum _{i<j<k}\left\lfloor {\frac {x}{p_{i}p_{j}p_{k}}}\right\rfloor +\cdots }
(где {\displaystyle \lfloor \cdots \rfloor } означава спрат функцију). Овај број је стога једнак
{\displaystyle \pi (x)-\pi \left({\sqrt {x}}\right)+1}
када бројеви {\displaystyle p_{1},p_{2},\ldots ,p_{n}} су прости бројеви мањи или једнаки од кв.корена {\displaystyle x}.
У серији текстова објављених између 1870. и 1885. године Ернест Мејсел описује (и користи) практичан начин вредновања комбинаторног {\displaystyle \pi (x)}. Let {\displaystyle p_{1}}, {\displaystyle p_{2},\ldots ,p_{n}} где први {\displaystyle n} прости бројеви и означавају стране {\displaystyle \Phi (m,n)}број природних бројева не већи о {\displaystyle m} који нису дељив са {\displaystyle p_{i}}. Тада
{\displaystyle \Phi (m,n)=\Phi (m,n-1)-\Phi \left({\frac {m}{p_{n}}},n-1\right)}
Датје природан број {\displaystyle m}, ако {\displaystyle n=\pi \left({\sqrt[{3}]{m}}\right)} и ако {\displaystyle \mu =\pi \left({\sqrt {m}}\right)-n}, тада 
{\displaystyle \pi (m)=\Phi (m,n)+n(\mu +1)+{\frac {\mu ^{2}-\mu }{2}}-1-\sum _{k=1}^{\mu }\pi \left({\frac {m}{p_{n+k}}}\right)}
користећи овај приступ, Мејсел је израчунао {\displaystyle \pi (x)}, за {\displaystyle x} једнако 5×105, 106, 107, и 108.
Године 1959, Дерик Хенри Лехмер је проширио и поједноставио Мејселобу методу. Дефинисати, за реалан {\displaystyle m} и за природне бројев {\displaystyle n} и {\displaystyle k}, {\displaystyle P_{k}(m,n)} као број бројева није већи од m са тачно k простим чиниоцем, бољим од {\displaystyle p_{n}}. Осим тога, комплет {\displaystyle P_{0}(m,n)=1}. Тада
{\displaystyle \Phi (m,n)=\sum _{k=0}^{+\infty }P_{k}(m,n)}
где збир заправо има само коначно много различитих од нула услове. {\displaystyle y}означава цео број такав да је {\displaystyle {\sqrt[{3}]{m}}\leq y\leq {\sqrt {m}}}, и склоп {\displaystyle n=\pi (y)}. Тада {\displaystyle P_{1}(m,n)=\pi (m)-n} и {\displaystyle P_{k}(m,n)=0} када {\displaystyle k} ≥ 3. Стога
{\displaystyle \pi (m)=\Phi (m,n)+n-1-P_{2}(m,n)}
Прорачун {\displaystyle P_{2}(m,n)}може се добити на овај начин:
{\displaystyle P_{2}(m,n)=\sum _{y<p\leq {\sqrt {m}}}\left(\pi \left({\frac {m}{p}}\right)-\pi (p)+1\right)}
С друге стране, рачунање {\displaystyle \Phi (m,n)} може бити урађено користећи следећа правила:
1. {\displaystyle \Phi (m,0)=\lfloor m\rfloor }
2. {\displaystyle \Phi (m,b)=\Phi (m,b-1)-\Phi \left({\frac {m}{p_{b}}},b-1\right)}

Користећи свој метод и IBM 701, Лехмер је могао да израчуна {\displaystyle \pi \left(10^{10}\right)}.
Даљи напредак ове метода су направили Лагаријас, Милер, Одлиско, Делеглиз и Риват.

## Друге функције расподеле простих бројева
Друге функције расподеле простих бројева се користе јер су погодније за рад. Једна је Риманова функција расподеле простих бројева, обично означена као {\displaystyle \Pi _{0}(x)}или {\displaystyle J_{0}(x)}. Овај скок 1/n за просте степене pn, уз то узимање вредности на пола пута између две стране у дисконтинуитету. Детаљ је додат јер онда може бити дефинисан од стране супротности. Мелин га је преобразио. Формално, можемо дефинисати {\displaystyle \Pi _{0}(x)} као
{\displaystyle \Pi _{0}(x)={\frac {1}{2}}{\bigg (}\sum _{p^{n}<x}{\frac {1}{n}}\ +\sum _{p^{n}\leq x}{\frac {1}{n}}{\bigg )}}
где је p прост број. 
Могуће је и написати
{\displaystyle \Pi _{0}(x)=\sum _{2}^{x}{\frac {\Lambda (n)}{\ln n}}-{\frac {1}{2}}{\frac {\Lambda (x)}{\ln x}}=\sum _{n=1}^{\infty }{\frac {1}{n}}\pi _{0}(x^{1/n})}
гдеје Λ(n) вон Манголдотова функција и 
{\displaystyle \pi _{0}(x)=\lim _{\varepsilon \rightarrow 0}{\frac {\pi (x-\varepsilon )+\pi (x+\varepsilon )}{2}}.}
Мебијусова инверзна формула даје
{\displaystyle \pi _{0}(x)=\sum _{n=1}^{\infty }{\frac {\mu (n)}{n}}\Pi _{0}(x^{1/n})}
Знајући однос између Риманове зета функције и вон Манголдотове функције  {\displaystyle \Lambda }, и коришћењем Перонове формуле имамо
{\displaystyle \ln \zeta (s)=s\int _{0}^{\infty }\Pi _{0}(x)x^{-s-1}\,dx}
Чебишева функција тежине простих бројева или простих степена pn од ln(p):
{\displaystyle \theta (x)=\sum _{p\leq x}\ln p}
{\displaystyle \psi (x)=\sum _{p^{n}\leq x}\ln p=\sum _{n=1}^{\infty }\theta (x^{1/n})=\sum _{n\leq x}\Lambda (n).}
Пиманова функција расподеле простих бројева има обичну производну функцију која се може изразити у смислу формалне серије степена као:
{\displaystyle \sum _{n=1}^{\infty }\Pi _{0}(n)x^{n}=\sum _{a=2}^{\infty }{\frac {x^{a}}{1-x}}-{\frac {1}{2}}\sum _{a=2}^{\infty }\sum _{b=2}^{\infty }{\frac {x^{ab}}{1-x}}+{\frac {1}{3}}\sum _{a=2}^{\infty }\sum _{b=2}^{\infty }\sum _{c=2}^{\infty }{\frac {x^{abc}}{1*x}}-{\frac {1}{4}}\sum _{a=2}^{\infty }\sum _{b=2}^{\infty }\sum _{c=2}^{\infty }\sum _{d=2}^{\infty }{\frac {x^{abcd}}{1-x}}+\cdots }

## Формуле за функције расподеле простих бројева
Формула за функције расподеле простих бројева се јављају у две врсте: аритметичке формула и аналитичке формула. Аналитичке формуле за расподелу простих бројева биле су први пут употребљене да се докаже проста теорема бројева. Оне произилазе из Римановог и вон Манголдотовог рада, и опште су позната као експлицитне формуле.
Имамо следећи израз за ψ:
{\displaystyle \psi _{0}(x)=x-\sum _{\rho }{\frac {x^{\rho }}{\rho }}-\ln 2\pi -{\frac {1}{2}}\ln(1-x^{-2})}
где 
{\displaystyle \psi _{0}(x)=\lim _{\varepsilon \rightarrow 0}{\frac {\psi (x-\varepsilon )+\psi (x+\varepsilon )}{2}}.}
Овде ρ су нуле Риманова зета функција у критичној траци, где је права дели ρ је између нула и јединице. Формула важи за вредности xвећи од један, што је област интересовања. Износ по корену је условно конвергира, а треба узети у циљу повећања апсолутну вредност имагинарног дела. Имајте на уму да исту сума над тривијалним кореновима даје последње одузимање у формули.
за {\displaystyle \scriptstyle \Pi _{0}(x)} имамо више сложену формулу
{\displaystyle \Pi _{0}(x)=\operatorname {li} (x)-\sum _{\rho }\operatorname {li} (x^{\rho })-\ln 2+\int _{x}^{\infty }{\frac {dt}{t(t^{2}-1)\ln t}}.}
Поново, формула је валидна за x > 1, док  ρ су нетривијалне нуле зета функције према њиховој апсолутној вриједности, а, опет, други интегрални, узет са минус знаком, је исто сума, али током тривијалних нула. Први термин li(x)је уобичајена логаритамска интегрална функција; израз li(xρ) у другом термину треба сматрати Ei(ρ ln x), где Ei је аналитички наставак експоненцијалне интегралне функције из позитивних реалних бројева у комплексној равни са гране дуж негативних реалних бројева.
Дакле Мебијусова инверзна функција нам даје
{\displaystyle \pi _{0}(x)=\operatorname {R} (x)-\sum _{\rho }\operatorname {R} (x^{\rho })-{\frac {1}{\ln x}}+{\frac {1}{\pi }}\arctan {\frac {\pi }{\ln x}}}
за x > 1, где
{\displaystyle \operatorname {R} (x)=\sum _{n=1}^{\infty }{\frac {\mu (n)}{n}}\operatorname {li} (x^{1/n})=1+\sum _{k=1}^{\infty }{\frac {(\ln x)^{k}}{k!k\zeta (k+1)}}}
је такозвана Риманова Р-функција. Последња серија која је позната је Грамова серија  и конвергира за све позитивн x.
Збир свих нетривијалних зета нула у формули за {\displaystyle \scriptstyle \pi _{0}(x)} описује флустрације {\displaystyle \scriptstyle \pi _{0}(x)}, док  преостали термини дају "углађене" делове функције расподеле простих бројева, па може се користити
{\displaystyle \operatorname {R} (x)-{\frac {1}{\ln x}}+{\frac {1}{\pi }}\arctan {\frac {\pi }{\ln x}}}
као најбољи естиматор {\displaystyle \scriptstyle \pi (x)} за x > 1.
Амплитуда "буке" је хеуристички део о {\displaystyle \scriptstyle {\sqrt {x}}/\ln x}, тако да флуктуације расподеле простих бројева могу бити јасно представљене са Δ-функцијом:
{\displaystyle \Delta (x)=\left(\pi _{0}(x)-\operatorname {R} (x)+{\frac {1}{\ln x}}-{\frac {1}{\pi }}\arctan {\frac {\pi }{\ln x}}\right){\frac {\ln x}{\sqrt {x}}}.}
Вредносна табела Δ(x) је доступна.

## Неједнакости
Ово су неке неједнакости за π(x).
{\displaystyle {\frac {x}{\ln x}}<\pi (x)<1.25506{\frac {x}{\ln x}}\!}за x ≥ 17.
Лева неједнакост прати за  x ≥ 17 и десна неједнакост прати за x > 1.  
Објашњење константе 1.25506 дато је као (секвенца А209883 у ОЕИС)
Пјер Дурсат је доказао 2010 године:
{\displaystyle {\frac {x}{\ln x-1}}<\pi (x)} за {\displaystyle x\geq 5393}, и
{\displaystyle \pi (x)<{\frac {x}{\ln x-1.1}}} за {\displaystyle x\geq 60184}.
Ово су неке неједнакости за n-ти просте бројеве, pn.
{\displaystyle n(\ln(n\ln n)-1)<p_{n}<n{\ln(n\ln n)}\!} за n ≥ 6.
Лева неједнакост показује за n ≥ 1 и десна неједнакост показује за  n ≥ 6.
Апроксимација за n-ти прост број је
{\displaystyle p_{n}=n(\ln(n\ln n)-1)+{\frac {n(\ln \ln n-2)}{\ln n}}+O\left({\frac {n(\ln \ln n)^{2}}{(\ln n)^{2}}}\right).}

## Риманова хипотеза
Риманова хипотеза је еквивалнтна много чвршћим везаним грешкама у процени за {\displaystyle \pi (x)}, и стога је више ка редовној дистрибуцији простих бројева,
{\displaystyle \pi (x)=\operatorname {li} (x)+O({\sqrt {x}}\log {x}).}